# يفجيني فيوفانوف
يفجيني فيوفانوف (بالروسية: Феофанов, Евгений Иванович)‏ (مواليد 22 أبريل 1937) هو ملاكم روسي، مثّل بلاده في الألعاب الأولمبية الصيفية 1960 وحقق الميدالية البرونزية في فئة الوزن المتوسط.

## روابط خارجية
يفجيني فيوفانوف على موقع أوليمبيديا (الإنجليزية)